# Монако на зимних юношеских Олимпийских играх 2012
Команда Монако на зимних юношеских Олимпийских играх 2012, проходивших в австрийском Инсбруке с 13 по 22 января, была представлена 3 спортсменами в двух видах спорта: горнолыжном и бобслее.

## Медалисты
| Медаль | Спортсмены                   | Спорт   | Событие          | Дата      |
| ------ | ---------------------------- | ------- | ---------------- | --------- |
| Бронза | Руди Ринальди, Джереми Торре | Бобслей | двойки (мужчины) | 22 января |